# Kemi-Oba-Kultur

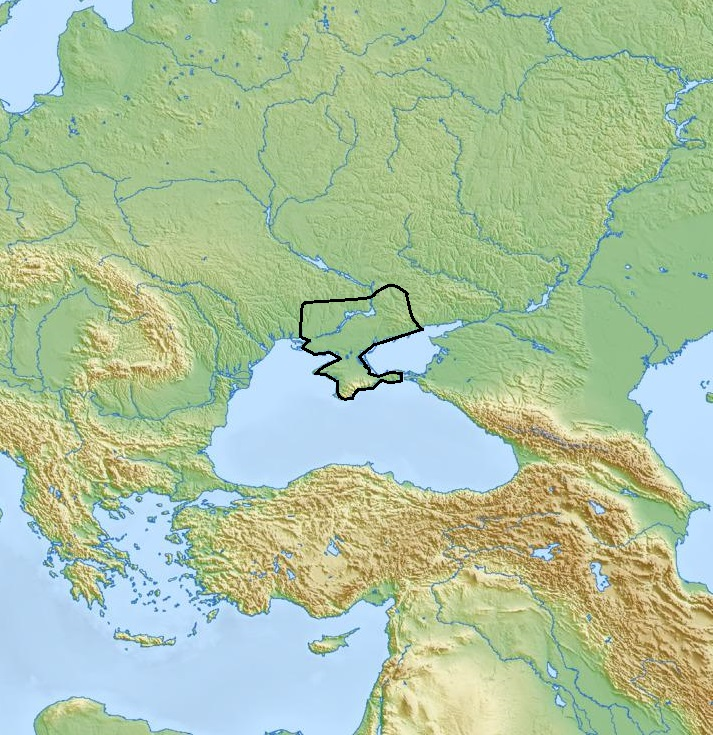
Karte der Verbreitung der Kemi-Oba-Kultur

Die Kemi-Oba-Kultur, ca. 3700–2200 v. Chr., ist eine bis an die frühe Bronzezeit heranreichende archäologische Kultur an der Nordwestseite des Asowschen Meeres, am unteren Bug und Dnjepr sowie auf der Krim. Die Kemi-Oba-Kultur fand über längere Zeit parallel zur Katakombenkultur statt und überschnitt sich auch in Teilen mit ihr.

## Ursprünge
Nach Mallory war sie Bestandteil der größeren Jamnaja-Kultur, während Anthony sie als eigenständige Kultur betrachtet, die nach 2800 v. Chr. durch eine späte Jamnaja-Variante ersetzt wurde.

## Merkmale
Die Wirtschaft basierte sowohl auf Viehzucht als auch auf Ackerbau. Sie besaß eine eigene, unverwechselbare Töpferei, die vermutlich raffinierter war als die ihrer Nachbarn.
Bei der Bestattung wurden die Überreste auf der Seite liegend mit gebeugten Knien in Gruben, mit Steinen ausgekleideten Kisten oder Holzrahmengräbern mit einem Kurgan als Abschluss beigesetzt. Von besonderem Interesse sind geschnitzte Steinstelen oder Menhire, die auch in Bestattungen der Jamnaja-Kultur in sekundärer Verwendung auftauchten.
Metallgegenstände wurden aus der Maikop-Kultur importiert. Es werden enge Verbindungen zur benachbarten/überlappenden Unteren Mikhaylovka-Gruppe vermutet.